# Взрыв на шахте в провинции Шаньси в 2009 году

Расположение шахты на карте Китая

Взрыв на шахте произошёл на угольной шахте «Тайюань» (кит. трад. 山西屯蘭煤礦事故, упр. 山西屯兰煤矿事故) в города Гуцзяо, около административного центра Тайюань, провинции Шаньси, КНР в ночь на воскресенье 21 февраля 2009 года, 21.00 по мск в (2:17 CST). На данный момент число погибших достигло 74 человек, 113 человек раненых, 375 шахтеров смогли выбраться на поверхность из 436 горняков. По сообщению агентство Синьхуа, под землей до настоящего времени остаются люди, спасательные работы продолжаются.

## Угледобывающая промышленность в Китае
Китайская угледобывающая промышленность считается одной из самых опасных в мире, в ней в 2008 году погибло 3200 человек. Официальные данные показывают, что почти 80 % шахт в Китае являются небольшими по объёму, нелегальными разработками.